# Michael Lochner (Bildhauer)

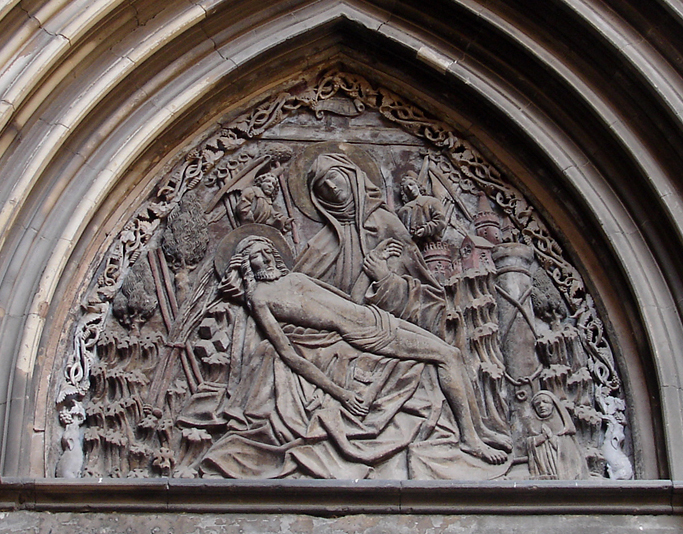
Das Relief der Pietà von Michael Lochner im Kreuzgang der Kathedrale von Barcelona

Michael Lochner (katalanisiert Miquel Lluch, * im 15. Jahrhundert; † 1490 in Barcelona) war ein deutscher Bildhauer, der im ausgehenden 15. Jahrhundert an der Kathedrale von Barcelona arbeitete. Als Künstler und Bildhauer wurde er durch seine Pietà am Portal de la Pietat im Kreuzgang der Kathedrale bekannt.

## Leben und Werk
Der deutsche Bildhauer Michael Lochner verließ vor 1483 Deutschland und wurde unter dem katalanisierten Namen Miquel Lluch in Barcelona als Bildhauer aktiv. Wann und wo er im deutschsprachigen Raum geboren wurde, ist nicht bekannt. Er lebte bis zu seinem Tod 1490 in Barcelona. Mit seinem Gehilfen Johann Friedrich arbeitete Lochner am Chorgestühl der Kathedrale. Sein wichtigstes Werk aber ist das Flachrelief, das er für das Portal de la Pietat im Kreuzgang der Kathedrale anfertigte. Die Mutter Gottes hält mit geschlossenen Augen und geneigtem Kopf den Arm ihres toten Sohnes. An der Originalstelle wurde nach einem Diebstahlversuch eine Kopie des Kunstwerkes aus Harz angebracht. Die wertvolle Holzschnitzerei wird seitdem an einem sicheren Ort verwahrt. Das Kunstwerk wurde von dem Kanoniker Berenguer Vila gestiftet.
1488 arbeitete Lochner am Allerheiligen-Altar („Retaule de Tots Sants“) der Kathedrale, der in Teilen im Museum der Kathedrale ausgestellt ist, und am Altar der Kirche Sant Pere de Premià de Dalt (1487), der 1936 in den ikonoklastischen Wirren des beginnenden Spanischen Bürgerkrieges zerstört wurde.
Michael Lochner war in Verbindung mit seinen jüngeren Bildhauerkollegen Joan Frederic, mit dem er seit 1483 die Zinnen im Zentrum der Kathedrale gestaltete, und Joan Kassel ein prominenter Vertreter der deutschen Gotik in Barcelona.